# Tafnit
Tafnit – izraelska partia polityczna, której nie udało się nigdy dostać do Knesetu.
Nazwa partii תפנית oznacza Odwróć się. Głównym punktem programu partii jest walka z korupcją. Jej liderem był Uzzi Dajan, bratanek Moszego Dajana.
Po 2008 w ślad za liderem jej członkowie przyłączyli się do Likudu.